# Alysia Johnson-Montaño
Alysia Johnson-Montaño (née le 23 avril 1986 à New York) est une athlète américaine spécialiste du 800 mètres.

## Biographie
Étudiante à l'Université de Californie, elle se révèle durant la saison 2007 en remportant les titres en salle et en plein air des Championnats NCAA. Elle fait ses débuts sur la scène internationale à l'occasion des Championnats du monde 2007 d'Osaka, échouant dès les séries en 2 min 02 s 11.
Sélectionnée dans l'équipe des États-Unis lors des Championnats du monde en salle de Doha, elle remporte la médaille de bronze du 800 mètres en établissant en 1 min 59 s 60 un nouveau record personnel. Elle est devancée par la Russe Mariya Savinova et la Britannique Jennifer Meadows. En juin à Des Moines, Alysia Johnson s'adjuge son premier titre de championne des États-Unis dans le temps de 1 min 59 s 87 devant sa compatriote Maggie Vessey. Elle termine troisième du classement général de la Ligue de diamant 2010 derrière Janeth Jepkosgei et Mariya Savinova, s'imposant à deux reprises : à Gateshead et lors du meeting Herculis de Monaco où elle améliore son record personnel en 1 min 57 s 34.
4e des Championnats du monde 2011 et 2013, Johnson-Montaño récupère les médailles de bronze des deux championnats le 10 février 2017 à la suite des disqualifications pour dopage de la Russe Mariya Savinova.

## Vie privée
En 2014, alors enceinte de 8 mois, Johnson-Montaño participe aux Championnats des États-Unis et termine dernière de sa série. En 2017, elle réalise de nouveau cet exploit en étant enceinte de 5 mois. Elle termine de nouveau dernière.

## Palmarès

### International
| Date | Compétition                    | Lieu             | Résultat | Epreuve   | Temps         |
| ---- | ------------------------------ | ---------------- | -------- | --------- | ------------- |
| 2007 | Jeux panaméricains             | Rio de Janeiro   | 6e       | 800 m     | 2 min 02 s 57 |
| 2010 | Championnats du monde en salle | Doha             | 3e       | 800 m     | 1 min 59 s 60 |
| 2010 | Coupe continentale             | Split            | 7e       | 800 m     | 2 min 01 s 83 |
| 2010 | Ligue de diamant               | Ligue de diamant | 2e       | 800 m     | détails       |
| 2011 | Championnats du monde          | Daegu            | 3e       | 800 m     | 1 min 57 s 48 |
| 2012 | Jeux olympiques                | Londres          | 4e       | 800 m     | 1 min 57 s 93 |
| 2012 | DécaNation                     | Albi             | 1re      | 800 m     | 1 min 58 s 97 |
| 2013 | Championnats du monde          | Moscou           | 3e       | 800 m     | 1 min 57 s 95 |
| 2013 | DécaNation                     | Valence          | 1re      | 800 m     | 2 min 00 s 59 |
| 2015 | Relais mondiaux de l'IAAF      | Nassau           | 1re      | 4 × 800 m | 8 min 00 s 62 |
| 2015 | Jeux panaméricains             | Toronto          | 2e       | 800 m     | 1 min 59 s 76 |
| 2015 | Jeux panaméricains             | Toronto          | 1re      | 4 x 400 m | séries        |

### National
- Championnats des États-Unis
  - vainqueur du 800 m en 2007, 2010, 2011, 2012, 2013 et 2015.

## Records
- 800 m : 1 min 57 s 34 (2010)
- 800 m (salle) : 1 min 59 s 60 (2010)